# Flory Roland
Pour les articles homonymes, voir Roland.
Flory Roland, née en 1905 à Liège et morte en 1978, est une peintre et sculptrice belge.

## Biographie
Flory Roland étudie de 1921 à 1930 auprès de Jacques Ochs et d'Emile Berchmans, puis en 1932 avec Oscar Berchmans à l'Académie Royale des Beaux Arts de Liège, où elle enseigne jusqu'en 1970, principalement dans le domaine des arts décoratifs. Elle étudie également auprès d'O. Friesz et de Charles Dufresne à Paris entre 1930 et 1932. 
Elle est membre du cercle des beaux-arts de Liège où elle expose de 1940 à 1974.